# Ray Johnson (Musiker)
Raymond Johnson (* 30. April 1930 in New Orleans; † 16. März 2013 in Woodland Hills (Los Angeles)) war ein amerikanischer Rhythm-and-Blues-Pianist, -organist und -sänger. Mit seinem Bruder Plas Johnson spielte er in den 1950er Jahren als Johnson Brothers.
Die Johnsons entstammen einer musikalischen kreolischen Familie aus New Orleans. Der Vater Plas Johnson Sr. spielte Saxophon, Gitarre und Banjo. Die Schwester Gwen Johnson konnte bei Peacock Records einige R&B-Songs veröffentlichen. Rays Bruder Plas Jr. wurde ein berühmter Saxophonist und der Cousin Renald Richard wurde Songwriter.
Zusammen gingen die Brüder in Thibodaux zur Schule und studierten anschließend an der Dillard University. Ray spielte zuerst Saxophon und Schlagzeug, wechselte aber ans Piano, als Ernie Stovall die Brüder für seine Clubs als Johnson Brothers buchte. In den späten 1940er Jahren war die Combo in vielen Clubs in und um New Orleans zu hören. Paul Gayten nahm sie erstmals 1949 für DeLuxe Records auf. Johnson benannte Ray Charles, Nat King Cole und vor allem Charles Brown als seine Vorbilder. Bei letzterem konnte schließlich Plas Jr. anheuern, so dass sich die Johnson Brothers Combo auflöste.
Nach der Armeezeit kam Ray kurzfristig nach New Orleans zurück und nahm 1953 zwei Singles für Mercury Records auf. 1954 folgte er seinem Bruder nach Los Angeles, wo er ein gefragter Sessionmusiker wurde. So spielte er das Klavier auf dem Doo-Wop-Klassiker A Casual Look der Six Teens und konnte für Flip Records auch zwei Singles unter eigenem Namen veröffentlichen. Mit Earl Palmer arbeitete er für Aladdin Records, wo er auch selbst Aufnahmen unterbringen konnte, ebenso wie bei Dot Records, Glam Records, Liberty Records, RCA Records, Imperial Records, Infinity Records und Acclaim Records. Hierbei wechselte er auch immer wieder an die elektrische Orgel oder an die Keyboards.
1959 wurde er der Sessionpianist auf den wichtigsten Aufnahmen von Ricky Nelson. Im Weiteren spielte er auf Alben von Bobby Darin, Nat King Cole, Canned Heat, T-Bone Walker und The Routers. Zudem kam er in Fernsehshows zum Einsatz, darunter bei Johnny Otis’ Show. Sein Pianospiel war vor allem in Japan gerne gehört, wohin er mehrere Tourneen machte. 2000 nahm er für Goad Records das Album Ray Johnson Bluz auf.

## Diskografie
- 1953 – House of Blues / I’ll Never Let You Go, Mercury 70203
- 1955 – Ghost Town / Hop Scotch, Flip 308
- 1955 – Longing / Wanna Wanna Wanna Wanna, Flip 310
- 1956 – Love a la Mode / The Bystanders: No Stone Unturned, Dot 15512
- 1957 – If You Don’t Want Me Baby / Calypso Joe, Aladdin 3367
- 1957 – Are You There / Calypso Blues, Aladdin 3392
- 1958 – Dizzy, Baby, Dizzy / Can’t Stop Loving You, Liberty 55135
- 1963 – Soul City / Kinda Groovy, Infinity INX-024
- 19?? – After Hours / Castanet Senorita, Acclaim 1001

- 2000 – Ray Johnson Bluz, Goad